# B-33 Zimbru
La serie de vehículos de combate anfíbios TAB (en rumano: Transportor Amfibiu Blindat, o transporte blindado anfibio de personal), son la copia bajo licencia de los modelos BTR rusos hechos bajo licencia en Rumania durante el periodo socialista, entre los años 1959 a 1989. Por muchos años la empresa de maestranzas rumana RATMIL construyó bajo licencia las variantes para el Ejército rumano de los BTR rusos, ahora la fábrica militar Automecanica Moreni, y desde 1988 ha iniciado la producción bajo licencia del BTR-80 APC con modificaciones ligeras en sus especificaciones, hasta el año 2000, con tan sólo 70 unidades operativas.
No se sabe hasta la fecha de países usuarios diferente de Rumania, o de su uso en otras ramas de su ejército.

## Historia
La serie de vehículos de combate anfíbios TAB (en rumano: :Transportor Amfibiu Blindat, o transporte blindado anfibio de personal), son la copia bajo licencia de los modelos BTR rusos hechos bajo licencia en Rumania durante el periodo socialista, entre los años 1959 a 1989. Por muchos años la empresa de maestranzas rumana ROMARM, previamente denominada RATMIL Regie Automoma, que fabricó versiones altamente modificadas del APC ruso BTR-70 (8 × 8) bajo licencia. En el Ejército de Rumania la designación oficial de este APC era TABC-79 (Transportor amfibiu blindat pentru cercetare), que se construyó usando diversos componentes de los utilizados en el TAB-77, enfocándose en una versión para la Policía Militar de Rumania, y como vehículo de patrullaje y apoyo a la infantería; este difiere de su contraparte de Rusia, el BTR-80 en una cantidad de áreas y en su aspecto exterior general. La producción del B-33 Zimbru está completa y ya no es comercializado por la nueva compañía.
En 1987 la República Socialista de Rumania obtuvo el permiso de la URSS para la construcción bajo licencia de la serie de vehículos blindados BTR-60, 70 y 80, incluso pudiendo adaptar el diseño de dichos vehículos a las necesidades específicas del ejército rumano, y dando con ello muchas y muy ventajosas oportunidades para la industria de armamento de Rumania. La producción se inició en 1988 en la fábrica mecánica Moreni (en rumano: Automecanica Moreni) y continuó hasta 1991, a los vehículos de este modelo se les designó localmente oficialmente como "B33 Zimbru (bisonte)"

## Descripción

### Construcción
El casco y la torreta del B-33 Zimbru (de tracción 8 × 8) está hecha de planchas de acero totalmente soldadas de tipo balístico con un tipo de construcción que le provee de un grado elevado de protección a los ocupantes frente al impacto de armas de calibre 7,62 mm, así como a proyectiles de esquirla de explosivos.
Sobre el glacis este blindaje le brinda un grado de protección frente al impacto de balas calibres 12,7 mm (cartucho B43) disparadas desde distancias de 100 m. En el resto del vehículo la protección es efectiva frente a balas de calibre 7,62  mm disparadas desde una distancia de 20 m. La torreta cuenta con protección para posibles impactos de balas calibre 7,62 mm disparadas desde una distancia similar a la anterior (como máximo).
El conductor se sienta en la parte lateral izquierda del casco y está provisto de equipamiento de visión delante de una cubierta de una sola tapa que se sitúa sobre su posición y que se abre hacia la derecha. Apostado cerca de la posición delantera de esta parte de su cubierta hay instalados cuatro periscopios de visión diurna, uno de ellos se puede reemplazar por un equipo de visión nocturna.
La posición del comandante del blindado se sitúa a la derecha de la del conductor y a su vez dispone de una escotilla que se abre hacia adelante y que puede ser fijada de manera vertical de ser requerido. Cuenta además con cuatro periscopios para la vista panorámica y una lámpara para búsquedas montada en el techo que se puede operar desde dentro como fuera del vehículo.
Cada uno (comandante y conductor) disponen de una ventanilla con cristal blindado equipada con una plumilla en su frontal, que se puede cubrir al operar en entornos de combate por un accionador alzado en el tope. A la derecha de la ventana del comandante se puede localizar una tronera para su uso.

### Armamento
La torreta, que es operada por un solo tripulante; está montada en el techo detrás de la posición del comandante y del conductor, y está armada con una ametralladora KPVT de calibre 14,5 mm, junto a una ametralladora PKT de calibre 7,62 mm montada coaxialmente a la primera.
Así mismo, un sistema de visión infrarroja sobre las dos ametralladoras en la torreta permite las operaciones en modo nocturno, y un sistema de lanzagranadas de calibre 81 mm. en bancos de a seis y operados eléctricamente sobre el arco frontal complementan al conjunto de armas de propósito defensivo.

### Compartimientos
El compartimiento de tropa está situando en el centro del vehículo, y las puertas de acceso a las tropas se encuentran en los lados del casco entre la segunda y la tercer ruedas.
La parte baja del vehículo permite a las portezuelas doblarse para servir de escalón, cuando la parte superior se abre hacia el frente. A su vez este compartimiento está provisto de varias troneras y portezuelas junto a aparatos de visión especial asociados.
Cada una de las portezuelas del techo cuenta con una tronera para abrir fuego desde el interior del vehículo. De seis a ocho infantes van sentados confrontados entre sí por la disposición de las banquetas, las cuales se encuentran sobrepuestas en el piso divisor; que separa los mecanismos de la transmisión y la caja de cambios del habitáculo.

### Motorización
En el compartimiento del motor se sitúa un motor de procedencia local, hecho obviamente bajo licencia extranjera (se presume que de la Deutz AG. ante las deficientes versiones de conjuntos motores de la serie TAB), y que se aloja atrás del casco, con la entrada de aire para el turbocargador y los tubos de escape acomodados en el techo y a los lados. El B-33 como su homólogo ruso es totalmente anfibio, requiriendo una muy mínima preparación antes de su paso por agua, en el equipo de vadeo se incluye un esnórquel izado eléctricamente, el cual es plegado tras el plató del glacis en los momentos en los que no se use; y al activar las bombas de inmersión y extender el esnórquel hacia atrás de la torreta. Este vehículo es propulsado en el agua por una salida de jet montada atrás del casco cuando el blindado en cuestión ya está en el agua.

### Otros equipos
Aparte de los equipos anteriormente descritos, el equipamiento estándar del B-33 Zimbru incluye tracción en las cuatro ruedas frontales, en donde todos los neumáticos van dotados de sistemas de regulación de presión a una consola central de control. Esto le posibilita al conductor el ajustar la presión de las llantas de acuerdo al tipo de terreno a cruzar.
Montada al frente del B-33 hay un torno de operación mecánica conectado directamente a la caja de cambios, que cuenta con cerca de 60 m de cable y una fuerza de tiro de entre 4,500 a 6,000 daN. Una antena y un radio de frecuencia VHF le otorgan un radio efectivo de enlace de entre 20 a 50 km. y que cuenta como un extra dentro del equipamiento del vehículo en cuestión para que se pueda enlazar con los aparatos de intercomunicaicón de otros. Un sistema de supresión automática de incendios a su vez se incluyó para aumentar las posibilidades de supervivencia en caso de fuego y/o de incendio debido a un impacto enemigo en combate. Los equipos de protección ABQ, a diferencia de su par ruso son opcionales, dándole un margen mínimo de supervivencia a sus tripulantes frente a un entorno de combate en donde las armas químicas hagan parte.

## Variantes

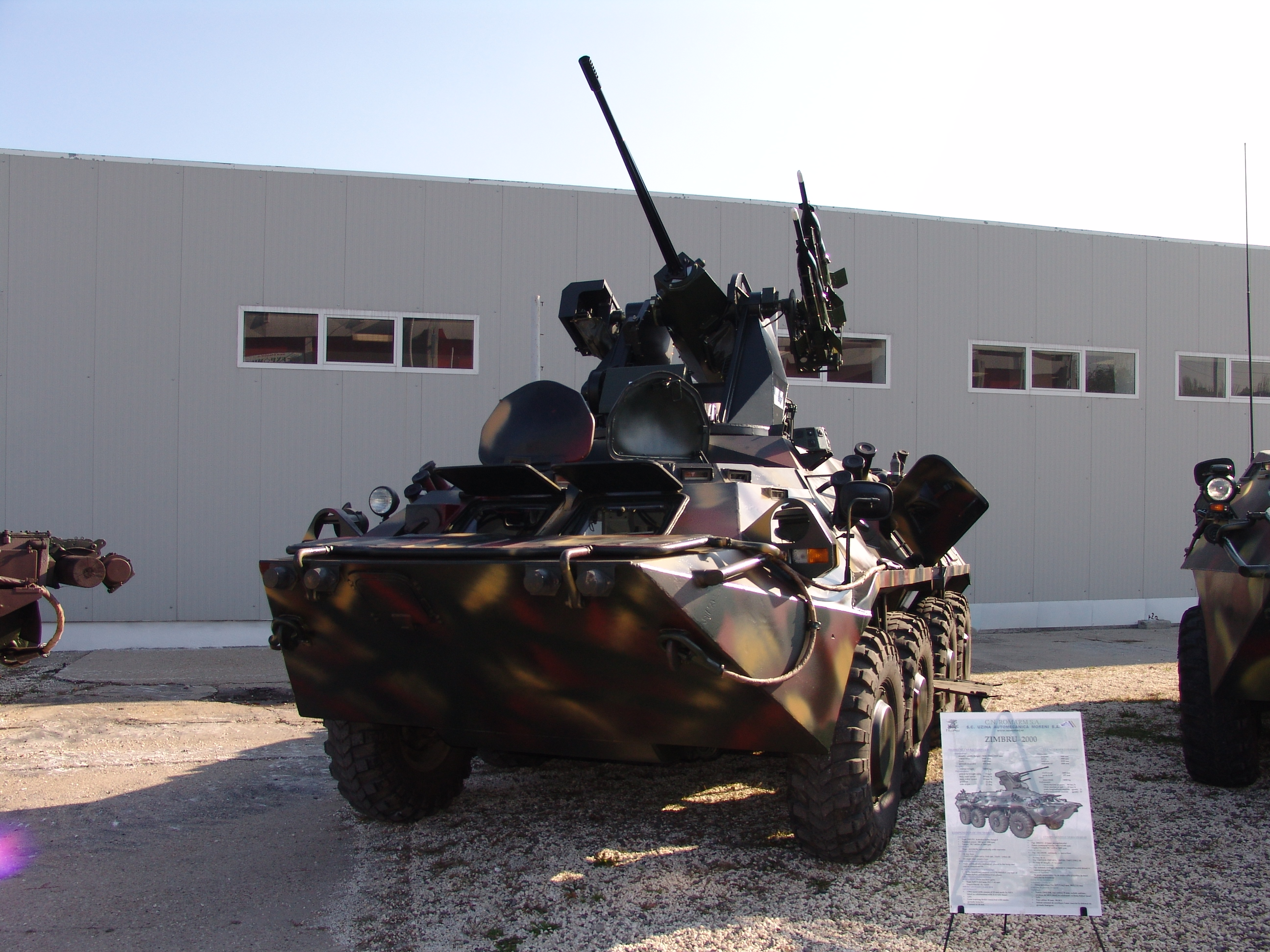
El prototipo Zimbru 2000.

De acuerdo a los datos de producción suministrados por parte del fabricante, el B-33 Zimbru se puede dotar con una serie muy amplia de alternativas en cuanto a equipos de estaciones de armamento provenientes de diferentes productores de armas occidentales como Nexter Systems (de Francia), Rheinmetall Landsysteme (de Alemania) así como de Oto Melara/Breda (de Italia), cada uno de ellos armado con varias opciones de cañones automáticos que van del calibre 25 mm al calibre 30 mm y del tipo estabilizado. Hasta donde es conocido, ninguna de dichas torretas ha sido montada al B33 ni siquiera para propósitos de pruebas. Esto demuestra la poca acogida de este blindado dentro de su nación fabricante, ya que sólo ha habido mejoras para mantener operativas las ya construidas.

### Zimbru  2000  APC
Variante más desarrollada del  B-33 con componentes occidentales, la cual es motorizada por un motor Deutz del modelo BF 6M 1013, de combustible diésel, que le otorga 260 hp; acoplado a una transmisión y caja de cambios de marca Allison, de la referencia MD 3060 PR, de tipo automática. Puede ser equipado con varios tipos de sistemas de armamento, incluyendo una variante con un cañón automático de calibre 30 mm. Para mediados del año 2007 se sabe que no ha pasado de la fase de prototipo.

## Galería de imágenes

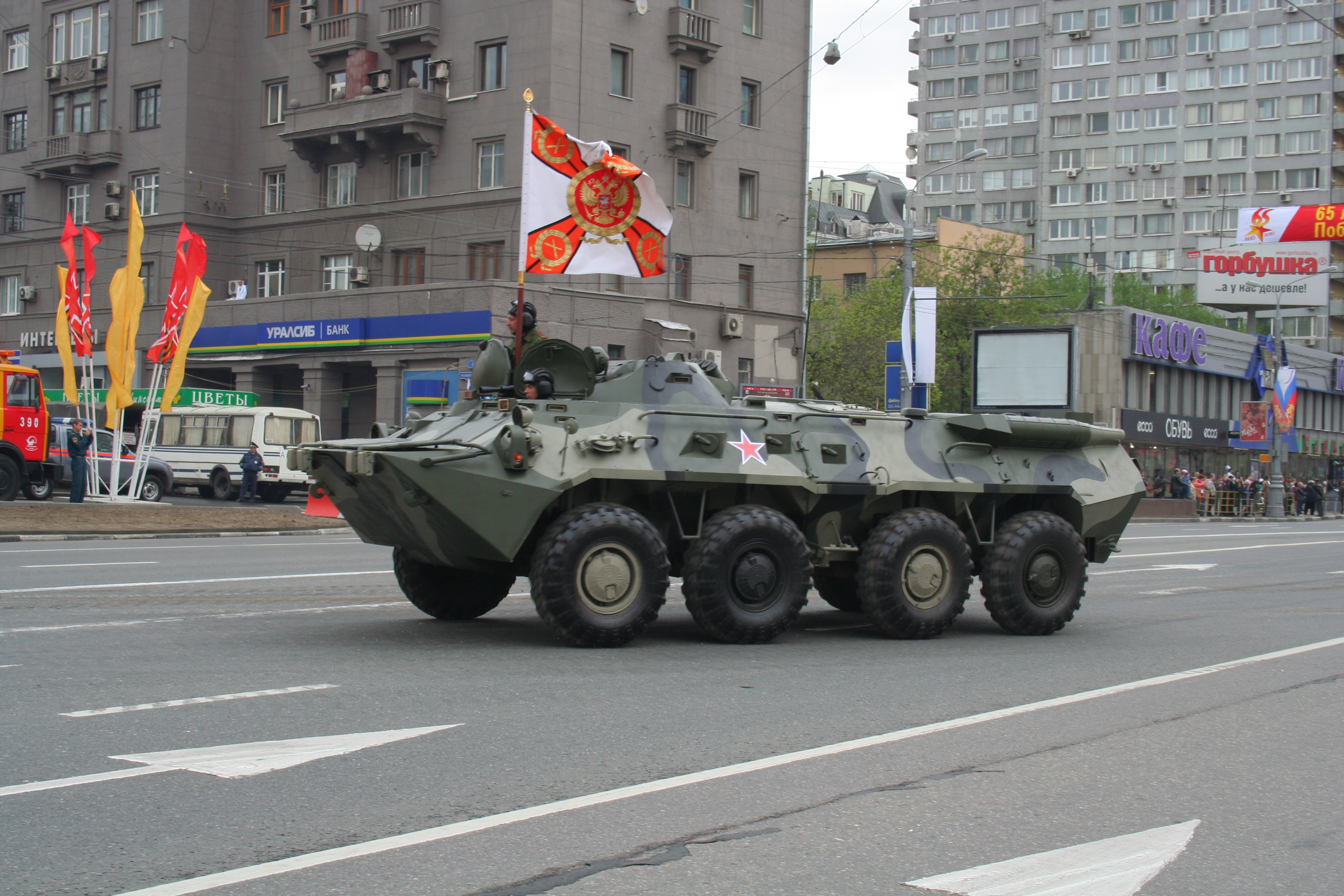
Un BTR-80, vehículo en el cual se basa el B-33 Zimbru; en servicio con el Ejército ruso.
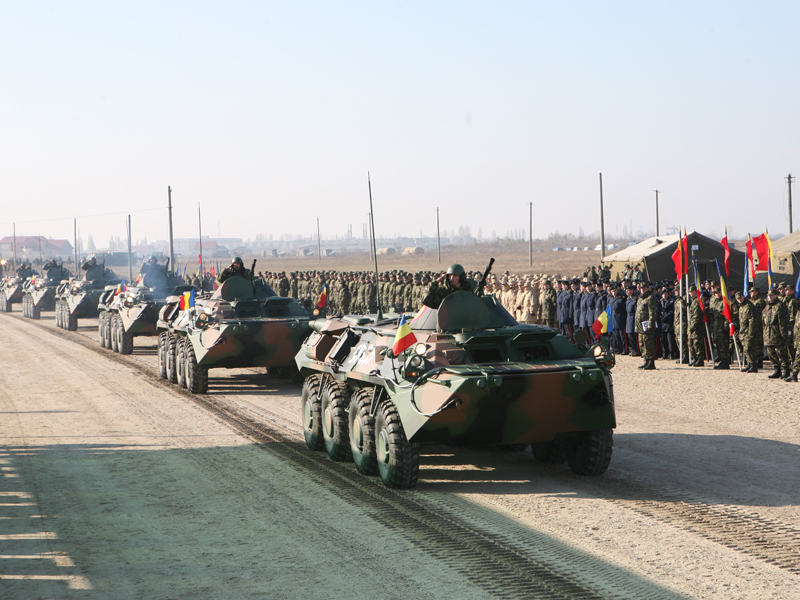
Un B-33 Zimbru en maniobras en el Ziua Națională a României (Día Nacional de Rumania), y en formación.
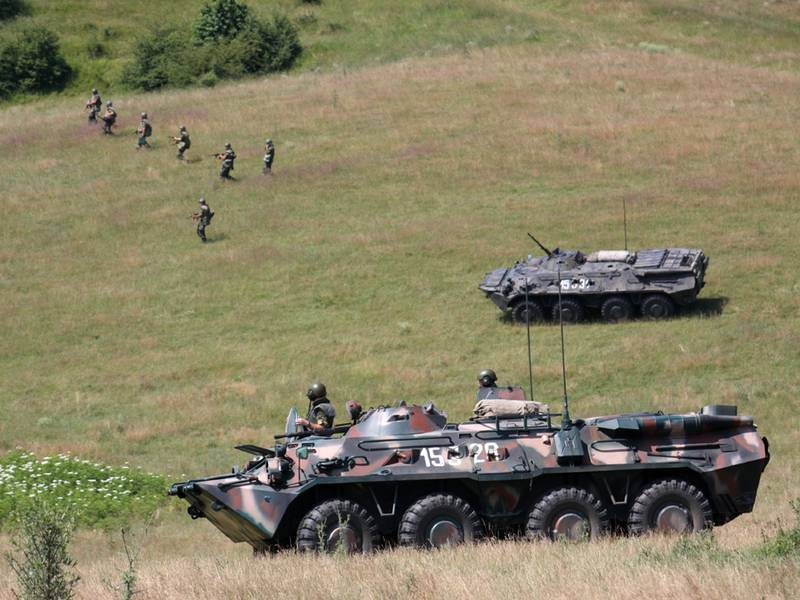
Un Transporte de tropas B-33 Zimbru en los ejercicios tácticos Getica 2008
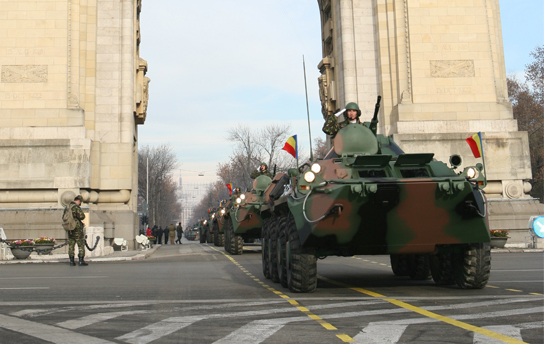
Un B-33 Zimbru en maniobras en el Ziua Națională a României (Día Nacional de Rumania), y en formación (circa 2008).